# Нелсон (Мисури)
Нелсон (енгл. Nelson) град је у америчкој савезној држави Мисури.

## Демографија
По попису из 2010. године број становника је 192, што је 20 (-9,4%) становника мање него 2000. године.
| Група             | 2000.       | 2010.       |
| Белци             | 198 (93,4%) | 175 (91,1%) |
| Афроамериканци    | 13 (6,1%)   | 6 (3,1%)    |
| Азијати           | 0 (0,0%)    | 1 (0,5%)    |
| Хиспаноамериканци | 0 (0,0%)    | 2 (1,0%)    |
| Укупно            | 212         | 192         |